# Flattery
Flattery è un film muto del 1925 diretto da Tom Forman. I protagonisti del film erano John Bowers e Marguerite De La Motte. La coppia, che recitava spesso insieme, si era sposata l'anno precedente. Del cast del film, si suicidarono in due: uno sarà il regista Tom Forman che si sparerà il 7 novembre 1926, l'altro Bowers, che morirà annegato alcuni anni dopo, il 17 novembre 1936.

## Produzione
Il film fu prodotto dalla Mission Film Corporation.

## Distribuzione
Distribuito dalla Chadwick Pictures Corporation, il film uscì nelle sale cinematografiche USA il 15 febbraio 1925.